# جف هیوگیل
جف هیوگیل (به انگلیسی: Geoff Huegill) (زادهٔ ۴ مارس ۱۹۷۹) شناگر اهل استرالیا است.